# Sull'unità storica di russi e ucraini
Sull'unità storica di russi e ucraini (in russo «Об историческом единстве русских и украинцев»?) è un saggio di Vladimir Putin pubblicato il 12 luglio 2021, durante la crisi russo-ucraina. Nel 2024 la traduzione in lingua italiana è parte del libro Le vere cause del conflitto russo-ucraino pubblicato da Visione Editore.
Nel saggio Putin descrive le sue opinioni sull'Ucraina e gli ucraini.
Secondo la testata giornalistica russa RBK Daily, il saggio è incluso nell'elenco delle opere da studiare obbligatoriamente nell'esercito russo.

## Contenuti
Nel saggio Putin afferma che russi e ucraini, insieme ai bielorussi, sono un solo popolo appartenente a quella che è stata conosciuta storicamente come nazione trina russa. Per sostenere questa affermazione, Putin descrive ampiamente le sue opinioni sulla storia della Russia e dell'Ucraina, arrivando alla conclusione che russi ed ucraini condividano un'eredità e un destino comuni.
Il saggio nega l'esistenza dell'Ucraina come nazione indipendente. Sottolineando la forte presenza di russi etnici in Ucraina, Putin paragona "la formazione di uno stato ucraino etnicamente puro, e aggressivo nei confronti della Russia" all'uso di armi di distruzione di massa contro i russi.
Putin mette apertamente in dubbio la legittimità dei confini contemporanei dell'Ucraina. Secondo quest'ultimo il paese occuperebbe terre storicamente russe, appartenenti in tempi antichi alla federazione slava del Rus' di Kiev. L'Ucraina, inoltre, sarebbe il prodotto di forze e decisioni amministrative esterne prese durante il periodo dell'Unione Sovietica. Putin discute inoltre del conflitto del Donbass e afferma che "Kiev, semplicemente, non ha bisogno del Donbass".
In merito all'attuale crisi, Putin incolpa i complotti stranieri e le cospirazioni anti-russe. Secondo il presidente, le decisioni del governo ucraino sono mosse da un complotto occidentale avverso alla Russia, oltre che dai "seguaci di Bandera".
Putin conclude il lungo saggio affermando il ruolo che la Russia ha negli affari dell'Ucraina moderna.

## Reazioni
Il presidente dell'Ucraina Volodymyr Zelen'skyj ha criticato il saggio, paragonando il punto di vista di Putin – riguardante la fratellanza tra le due nazioni – con la storia di Caino e Abele. Anche l'ex presidente Petro Poroshenko ha criticato aspramente il saggio, descrivendolo come una controparte del discorso di Hitler sui sudeti. Secondo Sergiy Kyslytsya, inviato ucraino alle Nazioni Unite, "le favole sull'unico popolo [...] sono state confutate nei campi di battaglia del Donbass".
Secondo l'Istituto di Storia dell'Ucraina il saggio rappresenta le opinioni storiche dell'Impero russo. Il Congresso Mondiale Ucraino (ucraino: Світовий Конґрес Українців o СКУ), un'organizzazione non governativa, paragona l'idea di Putin dell'Ucraina come "non nazione" a quella di Stalin, il cui governo si rese responsabile di cinque milioni di morti nel paese (si vedano le vicende dell'Holodomor). La piattaforma di analisi VoxUkraine ha descritto il saggio come una "miscela di miti storici, bugie sulla Crimea e sul Donbass, oltre che una manipolazione dei dati economici ucraini".
Il Carnegie Endowment for International Peace ha definito il saggio una "dichiarazione storica e politica [...] per invadere [l'Ucraina]". Anders Åslund, esperto dello Stockholm Free World Forum, ha bollato il saggio come "un passo precedente ad una dichiarazione di guerra".
Secondo la rivista statunitense Foreign Policy, il saggio è una "guida fondamentale alle vicende storiche che modellano gli atteggiamenti di Putin e di numerosi russi".
Lo storico statunitense Timothy Snyder ha definito imperialiste le idee di Putin. Il giornalista britannico Edward Lucas lo ha descritto come revisionista. Altri osservatori hanno notato che la leadership russa ha una visione distorta dell'Ucraina moderna e della sua storia.
Mesi dopo Dmitrij Medvedev, vice segretario del Consiglio di sicurezza della Federazione Russa, ha a sua volta pubblicato un articolo sull'Ucraina. In quest'ultimo, Medvedev esprime idee concordanti con quelle del saggio di Putin, dichiarando – inoltre – che non ci saranno negoziati con l'Ucraina finché il governo di quest'ultima non sarà rimpiazzato.